# Коле дел’Еска (Кјети)
Коле дел’Еска (итал. Colle dell'Esca) је насеље у Италији у округу Кјети, региону Абруцо.
Према процени из 2011. у насељу је живело 15 становника. Насеље се налази на надморској висини од 847 м.